# Santuario della Madonna del Carmine (Tornolo)
Il santuario della Madonna del Carmine è un luogo di culto cattolico dalle forme neoclassiche situato lungo la via Provinciale Nord a Tarsogno, frazione di Tornolo, in provincia di Parma e diocesi di Piacenza-Bobbio; è sussidiario della parrocchiale di Santo Stefano Martire di Tarsogno e fa parte del vicariato della Val Taro e Val Ceno.

## Storia
Nel XVIII secolo si diffuse tra gli abitanti di Tarsogno il desiderio di edificare un santuario dedicato alla Madonna delle Grazie, in prossimità di una sorgente di acqua considerata miracolosa che sgorgava accanto alla salita per l'oratorio di San Rocco. Per questo motivo Francesco Brigati fece costruire inizialmente un piccolo mistadello contenente, all'interno di una nicchia, un bassorilievo in cotto raffigurante la Madonna del Carmelo.
Dopo alcuni anni la struttura fu demolita e al suo posto fu eretta una cappella in pietra, al cui interno fu collocato un bassorilievo in marmo bianco di Carrara, dipinto con l'effigie della Madonna del Carmelo realizzata dal pittore piacentino Giuseppe Girardi, detto Giroldi.
Nel 1831, senza alcun permesso governativo, iniziarono i lavori di costruzione del santuario, che furono subito interrotti a causa della mancanza di autorizzazioni; due anni dopo, grazie all'intercessione del vescovo di Piacenza Lodovico Loschi, i progetti, redatti da capimastri tarsognini, furono approvati e il cantiere fu riavviato; fu conservato il bassorilievo in marmo del Giroldi, ricollocato nella cappellina sul lato destro del luogo di culto.
Nel 1870 la chiesa fu completata con l'edificazione del portico antistante alla facciata.
Nel 1866 iniziarono a evidenziarsi i primi cedimenti strutturali nella cupola.
Nel 1933, in occasione del centenario della fondazione del santuario, la chiesa fu completamente restaurata e internamente decorata con affreschi dal pittore piacentino Luciano Ricchetti, successivamente ripresi dal pontremolese Tiziano Triani nel 1979.

## Descrizione

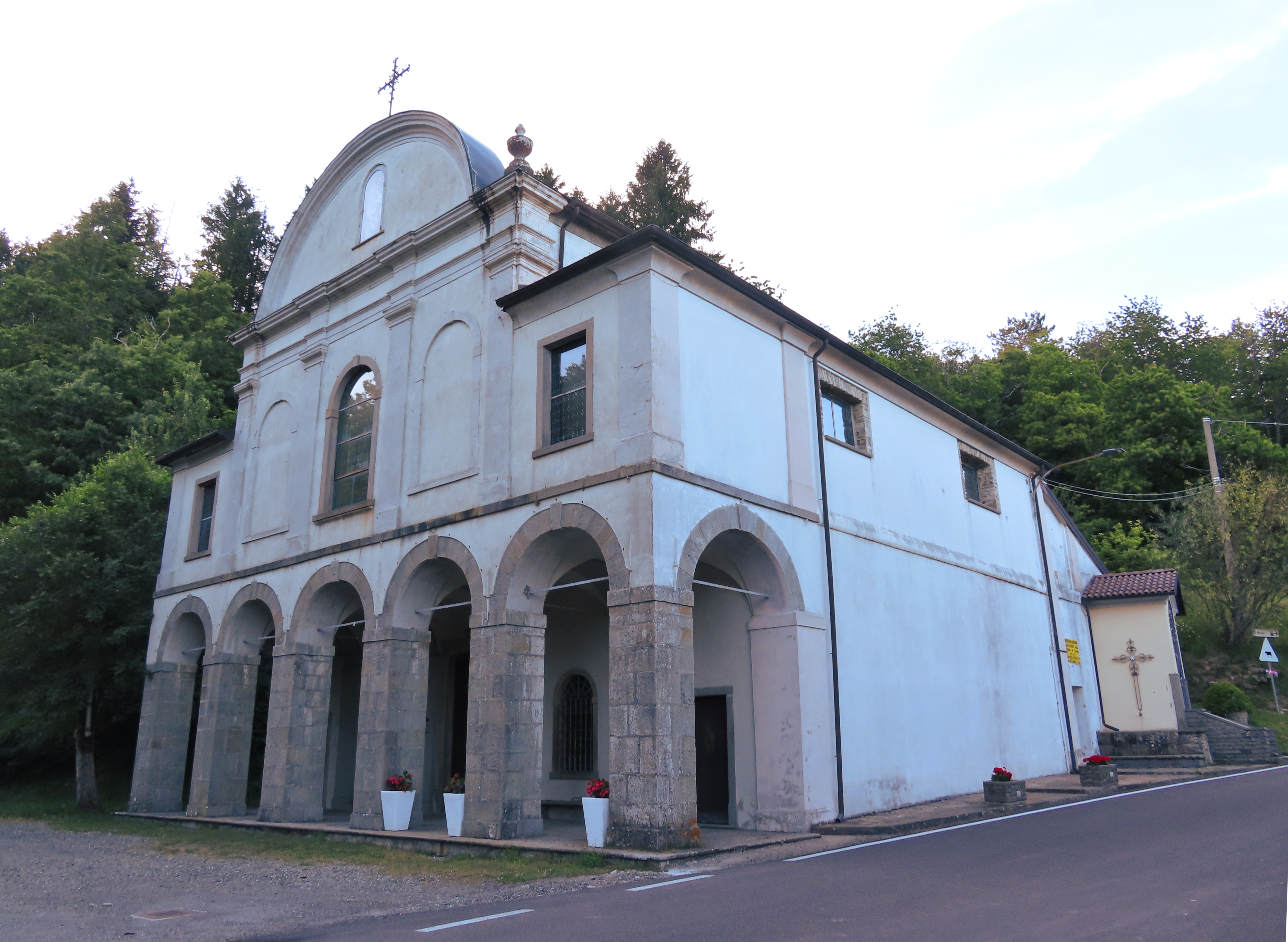
Facciata e lato est

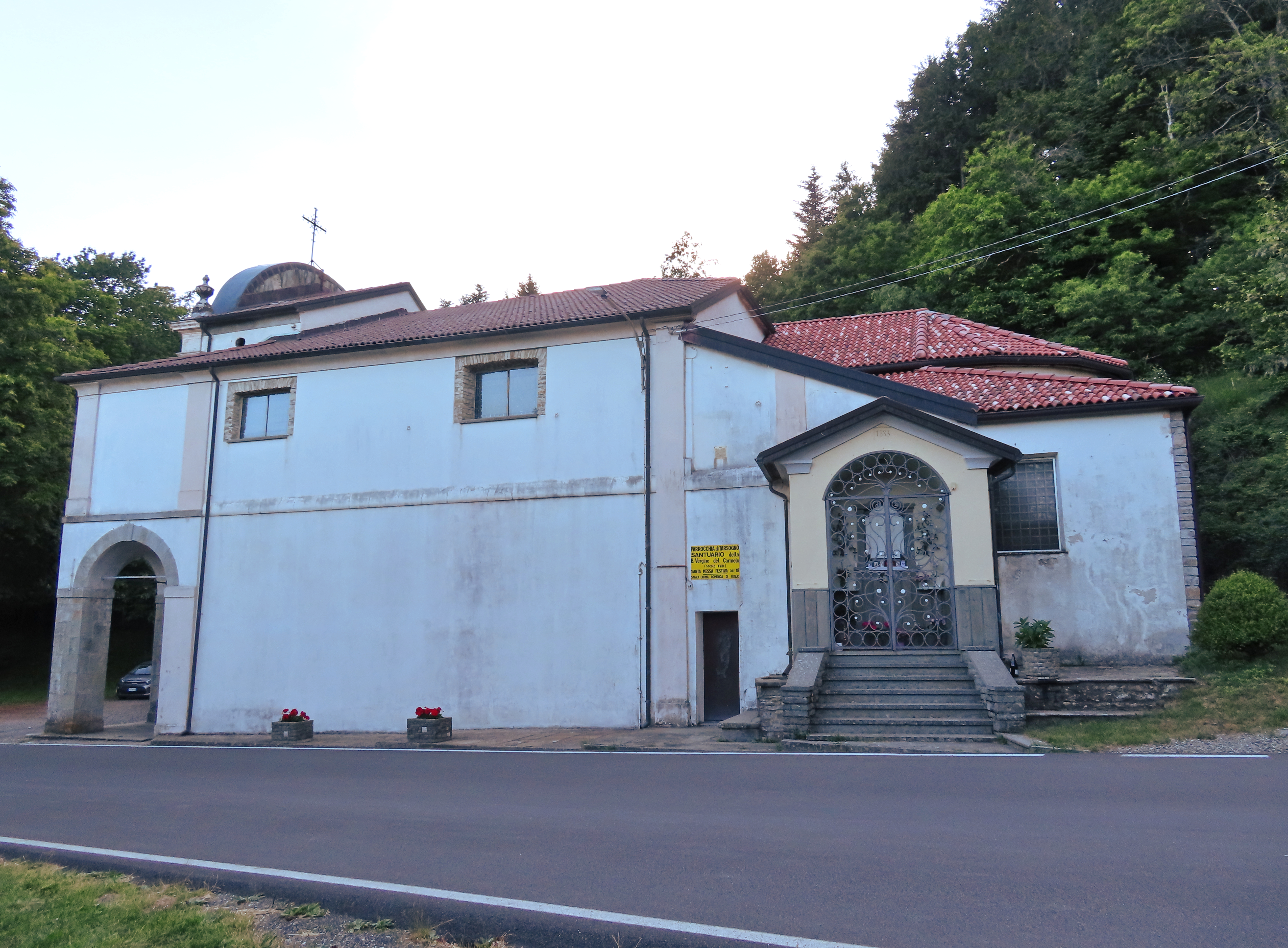
Lato est

La chiesa si sviluppa su un impianto a tre navate, con ingresso a sud e presbiterio absidato a nord.
La simmetrica facciata a salienti, quasi interamente intonacata, si eleva su due ordini separati da una fascia marcapiano. Inferiormente si apre un porticato a cinque arcate a tutto sesto, rette da massicci pilastri in conci regolari di pietra; vi si affacciano simmetricamente cinque aperture: al centro è collocato l'ampio portale d'ingresso principale, affiancato da due finestre ad arco a tutto sesto e, alle estremità, dai due portali d'accesso secondari. Superiormente la fronte è tripartita; nell'ampia porzione centrale si elevano quattro lesene coronate da capitelli dorici, a sostegno della trabeazione; nel mezzo sono collocati tre finestroni ad arco a tutto sesto con cornici in pietra, di cui i due laterali ciechi; in sommità si staglia l'ampio frontone curvilineo con cornice in aggetto, al cui interno si apre una nicchia contenente la statua della Madonna; nelle due basse ali laterali, coronate da attici, sono posizionati due finestroni rettangolari con cornici in pietra.
I fianchi sono illuminati superiormente da due finestre rettangolari delimitate da cornici in pietra; al termine del lato destro aggetta una cappella esterna con fronte a capanna, al cui interno è collocato il bassorilievo ottocentesco in marmo di Carrara del Giroldi, raffigurante la Madonna del Carmelo.
Sul retro si allunga il presbiterio absidato, su cui si aprono simmetricamente cinque finestroni rettangolari in sommità.
All'interno la corta navata centrale, coperta da una volta a botte affrescata, è separata dalle laterali da due arcate a tutto sesto rette da massicci pilastri dipinti. In corrispondenza della crociera, la cupola è ornata con l'affresco raffigurante la Glorificazione di Maria Santissima, realizzato da Luciano Ricchetti. I due rami del transetto accolgono gli altari laterali, dedicati rispettivamente a santo Stefano sulla destra e alla Madonna col Bambino sulla sinistra; le pareti ai fianchi del presbiterio sono inoltre arricchite da due grandi affreschi di Ricchetti, rappresentanti il Calvario a destra e San Giovanni Battista a sinistra.
Il presbiterio, lievemente sopraelevato, è coperto da una volta a botte lunettata dipinta; nel mezzo è collocato l'altare maggiore a mensa in marmo bianco, arricchito da un paliotto in marmo rosa decorato con il monogramma della Madonna. Sul fondo l'abside, chiusa superiormente dal catino con spicchi a vela lunettati, è illuminata da cinque finestre rettangolari in sommità; le pareti sono scandite da due lesene coronate da capitelli dorici; al centro si eleva l'altare preconciliare, sormontato da una nicchia contenente la statua della Madonna del Carmelo; ai lati si stagliano due grandi affreschi di Ricchetti, raffiguranti rispettivamente sulla destra il Profeta Elia dal monte Carmelo che contempla la nuvoletta che porta la pioggia, simbolo di Maria che porta Gesù Cristo, fonte della salvezza, e sulla sinistra la Vergine del Carmelo in soccorso delle anime del Purgatorio.